# Microhyla annectens
Microhyla annectens är en groddjursart som beskrevs av George Albert Boulenger 1900. Microhyla annectens ingår i släktet Microhyla och familjen Microhylidae. IUCN kategoriserar arten globalt som otillräckligt studerad. Inga underarter finns listade i Catalogue of Life.